# Canton de Rumigny
Le canton de Rumigny est une ancienne division administrative française située dans le département des Ardennes et la région Champagne-Ardenne.

## Géographie
Ce canton était organisé autour de Rumigny dans l'arrondissement de Charleville-Mézières. Son altitude moyenne était de 352 m.

## Histoire
À la suite du redécoupage cantonal de 2014, le canton est intégré au canton de Signy-l'Abbaye.

## Représentation

### conseillers généraux
| Période | Période      | Identité                             | Étiquette                          | Qualité |
| ------- | ------------ | ------------------------------------ | ---------------------------------- | --- |
| 1833    | 1836         | Charles Nicolas Truc (1761-1843)     |                                    | Ancien notaire, propriétaire à Bonne-Fontaine, commune de Blanchefosse |
| 1836    | 1845         | Louis Auguste Piette                 |                                    | Notaire à Aubigny Adjoint au maire de Charleville puis Maire de Rumigny, conseiller d'arrondissement |
| 1845    | 1852         | Jean-Baptiste Nicaise-Hémart         |                                    | Notaire, juge de paix, maire de Rumigny, ancien conseiller d'arrondissement Président du Conseil Général (1848-1849)                                                                                                  |
| 1852    | 1865 (décès) | Louis Auguste Piette (1790-1865)     |                                    | Notaire, maire de Rumigny |
| 1865    | 1871         | Nicolas Armand Lecerre (1828-1883)   |                                    | Maire d'Aubigny |
| 1871    | 1894 (décès) | Charles Omer Joseph Tharel,          | Républicain                        | Notaire à Aubigny-les-Pothées |
| 1894    | 1900 (décès) | Alexandre Adonis Guillot (1832-1900) | Rad.                               | Instituteur à Ham-les-Moines Maire de Liart |
| 1900    | 1905 (décès) | Charles Prieux (1859-1905)           | Républicain                        | Brasseur, maire d'Aubigny, conseiller d'arrondissement |
| 1905    | 1935 (décès) | Charles Bouxin                       | Républicain puis RG (Centre droit) | Industriel (fabricant de papier) Conseiller municipal de Bossus-lès-Rumigny |
| 1935    | 1937 (décès) | André Lacaille (1889-1937)           | DVD                                | cultivateur Maire de Champlin |
| 1937    | 1940         | Henri Dégalle                        | RG                                 | Propriétaire, conseiller d'arrondissement, maire de Marlemont |
|         |              |                                      |                                    | |
| 1943    | 1945         | Fernand Morlet                       | ?                                  | Vétérinaire à Thugny-Trugny Suppléant du juge de paix de Rumigny Conseiller d'arrondissement Nommé conseiller départemental en 1943                                                                                   |
|         |              |                                      |                                    | |
| 1945    | 1955         | Henri Dégalle                        | URD puis Républicain indépendant   | Propriétaire à Marlemont |
| 1955    | 1973         | René Crasquin                        | DVD                                | Vétérinaire Conseiller municipal de Liart |
| 1973    | 1974 (décès) | Antoine Piernas (1920-1974)          | RI                                 | Industriel à Liart |
| 1974    | 1978 (décès) | Camille Titeux                       | PS                                 | Ancien employé chez Arthur Martin Président du Conseil Général (1967-1973) Député (1951-1958) Maire de Revin (1945-1971) Ancien conseiller général du Canton de Fumay (1945-1973) puis du Canton de Revin (1973-1974) |
| 1978    | 1992         | Raymond Dervin (1932-2019)           | PS                                 | Principal de collège à Liart Maire d'Hannappes (1989-2008) Suppléant du député Roger Mas (1988-1993) |
| 1992    | 2004         | Xavier Coffart                       | UDF                                | Agriculteur propriétaire-exploitant Maire d'Aouste |
| 2004    | 2015         | Patrick Demorgny                     | DVD                                | Agriculteur propriétaire-exploitant Maire de Prez Ancien Président de la Communauté de communes de la Thiérache Ardennaise Elu en 2015 dans le nouveau Canton de Signy-l'Abbaye                                       |

### Conseillers d'arrondissement
| Période | Période          | Identité                                | Étiquette | Qualité |
| ------- | ---------------- | --------------------------------------- | --------- | --- |
| 1833    | 1836             | M. Baudier père                         |           | Propriétaire à Marby                                                                                        |
| 1833    | 1836             | Louis-Auguste Piette (1790-1856)        |           | Notaire à Aubigny puis négociant en grains et farine à Charleville                                          |
| 1836    | 1845             | Jean-Baptiste Nicaise-Hémart            |           | Notaire, maire de Rumigny                                                                                   |
| 1836    | 1842             | M. Lacaille                             |           | Propriétaire à Aubigny                                                                                      |
| 1842    | 1852             | Jean Georges-Oudart                     |           | Propriétaire cultivateur à Vaux-Villaine-Lépron                                                             |
| 1845    | 1852             | Théophile Renard-Truc                   |           | Ancien notaire, maire de Blanchefosse                                                                       |
| 1852    | 1857             | Etienne Louis Blain (1809-1886)         |           | Clerc de notaire, huissier royal, juge de paix à Rumigny                                                    |
| 1852    | 1870             | Jean-Baptiste Philippoteaux             |           | Notaire à Aubigny, juge de paix à Rocroi                                                                    |
| 1857    | 1864             | Charles Achille Rivet (1813-1902)       |           | Ancien notaire à Rumigny                                                                                    |
| 1864    | 1870             | Jules Hégay                             |           | Juge de paix à Rumigny puis à Buzancy                                                                       |
| 1870    | 1883             | Alphonse Clauteau                       |           | Notaire à Rumigny                                                                                           |
| 1870    | 1883             | Jules Salmon                            |           | Propriétaire, maire de La Cerleau                                                                           |
| 1883    | 1904             | Albert Devouge                          |           | Notaire à Rumigny                                                                                           |
| 1883    | 1898             | Louis Auguste Henri Tellier (1840-1927) |           | Notaire à Aubigny                                                                                           |
| 1898    | 1900 (démission) | Charles Prieux                          |           | Brasseur, maire d'Aubigny                                                                                   |
| 1900    | 1910             | Edmond Bontemps                         |           | Cultivateur, maire de Blanchefosse                                                                          |
| 1904    | 1910             | Ernest Godfrin                          |           | Cultivateur, maire de Rumigny                                                                               |
| 1910    | 1922             | Arsène Buridant                         |           | Cultivateur, maire de Bay                                                                                   |
| 1910    | 1919             | Louis-Germain Pecquériaux               |           | Brasseur, conseiller municipal d'Aubigny                                                                    |
| 1919    | 1928             | Henri Machaux                           |           | Cultivateur, maire de Liart                                                                                 |
| 1922    | 1928             | Albert Teyssier                         |           | Notaire à Aubigny-les-Pothées                                                                               |
| 1928    | 1940             | Arsène Buridant (1863-1956)             |           | Cultivateur, maire de Bay                                                                                   |
| 1931    | 1935             | Jules Philippot                         |           | Retraité, maire d'Aouste                                                                                    |
| 1935    | 1937             | Henri Dégalle                           | RG        | Propriétaire à Marlemont                                                                                    |
| 1937    | 1940             | Fernand Morlet                          |           | Vétérinaire à Thugny-Trugny                                                                                 |
| 1940    |                  |                                         |           | Les conseils d'arrondissement ont été suspendus par la loi du 12 octobre 1940 et n'ont jamais été réactivés |

## Composition
Le canton de Rumigny regroupait vingt-trois communes et comptait 3 894 habitants (recensement de 1999 sans doubles comptes).
| Nom                 | Code Insee | Intercommunalité      | Population (dernière pop. légale) |
| ------------------- | ---------- | --------------------- | --------------------------------- |
| Rumigny (chef-lieu) | 08373      | CC Ardennes Thiérache | 349 (2014)                        |
| Antheny             | 08015      | CC Ardennes Thiérache | 108 (2014)                        |
| Aouste              | 08016      | CC Ardennes Thiérache | 209 (2014)                        |
| Aubigny-les-Pothées | 08026      | CC Ardennes Thiérache | 329 (2014)                        |
| Blanchefosse-et-Bay | 08069      | CC Ardennes Thiérache | 161 (2014)                        |
| Bossus-lès-Rumigny  | 08073      | CC Ardennes Thiérache | 102 (2014)                        |
| Cernion             | 08094      | CC Ardennes Thiérache | 62 (2014)                         |
| Champlin            | 08100      | CC Ardennes Thiérache | 76 (2014)                         |
| L'Échelle           | 08149      | CC Ardennes Thiérache | 128 (2014)                        |
| Estrebay            | 08154      | CC Ardennes Thiérache | 69 (2014)                         |
| La Férée            | 08167      | CC Ardennes Thiérache | 86 (2014)                         |
| Flaignes-Havys      | 08169      | CC Ardennes Thiérache | 117 (2014)                        |
| Le Fréty            | 08182      | CC Ardennes Thiérache | 60 (2014)                         |
| Girondelle          | 08189      | CC Ardennes Thiérache | 144 (2014)                        |
| Hannappes           | 08208      | CC Ardennes Thiérache | 149 (2014)                        |
| Lépron-les-Vallées  | 08251      | CC Ardennes Thiérache | 99 (2014)                         |
| Liart               | 08254      | CC Ardennes Thiérache | 574 (2014)                        |
| Logny-Bogny         | 08257      | CC Ardennes Thiérache | 194 (2014)                        |
| Marby               | 08273      | CC Ardennes Thiérache | 60 (2014)                         |
| Marlemont           | 08277      | CC Ardennes Thiérache | 142 (2014)                        |
| Prez                | 08344      | CC Ardennes Thiérache | 142 (2014)                        |
| Rouvroy-sur-Audry   | 08370      | CC Ardennes Thiérache | 592 (2014)                        |
| Vaux-Villaine       | 08468      | CC Ardennes Thiérache | 197 (2014)                        |

## Démographie
| 1962  | 1968  | 1975  | 1982  | 1990  | 1999  | 2006  | 2011  | 2012  |
| ----- | ----- | ----- | ----- | ----- | ----- | ----- | ----- | ----- |
| 5 365 | 5 109 | 4 609 | 4 543 | 4 073 | 3 894 | 4 048 | 4 172 | 4 165 |